# Porton Down

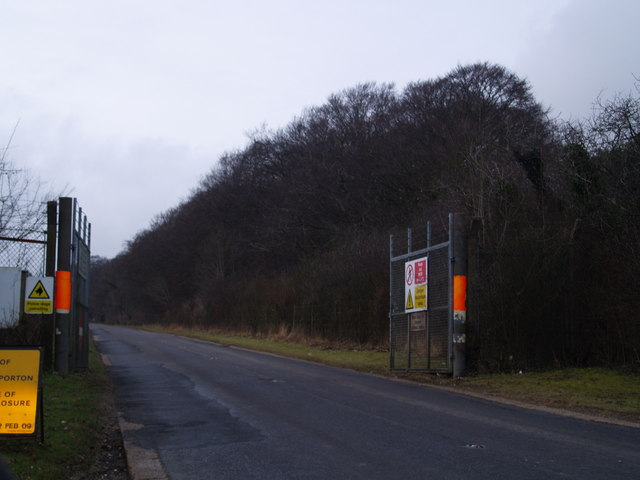
Entrée de Porton Down.

Porton Down est une zone gouvernementale de recherche militaire située près de Porton (en) au Royaume-Uni.
Elle abrite le Defence Science and Technology Laboratory (Dstl) qui est l'un des établissements gouvernementaux les plus sensibles et secrets du pays en termes de recherche militaire.
À proximité se trouve le MoD Boscombe Down exploité par QinetiQ.

## Controverses

### Expériences à sujets humains

#### Effets du sarin
En 1953, dans l'étude des effets du sarin, une expérience mal conduite provoqua la mort de Ronald Maddison.

#### Effets du LSD
En février 2006, trois anciens militaires reçurent des dédommagements dans un accord extrajudiciaire après avoir déclaré qu'on leur avait administré du LSD sans leur consentement dans les années 1950,. En 2008, le ministère de la Défense paya trois millions de livres à trois-cent-soixante sujets de tests, sans reconnaître de responsabilité.
D'après un article de 2005 du Guardian, le laboratoire de Porton Down avait agi sur ordre du service d'espionnage, le MI6, qui espérait que le LSD permettrait de faire parler des personnes contre leur volonté. Selon le même article, les anciens militaires qui dénonçaient les tests du LSD pratiqués sur eux affirmaient qu'à l'époque, ils croyaient participer à la recherche d'un traitement du rhume.

### Autopsies d'extra-terrestres
Selon le Daily Mail, des groupes amateurs d'OVNI affirmèrent en 2008 que des corps d'extra-terrestres avaient été apportés à Porton Down à la suite du crash d'OVNI de Berwyn (en) qui serait survenu le 23 janvier 1974 dans le nord du Pays de Galles. Le gouvernement britannique commente dans une actualité sur son site web que « aucun extra-terrestre, mort ou vif, n'a jamais été conduit à Porton Down ni dans aucun autre site du Dstl ».